# Maoridrilus alpinus
Maoridrilus alpinus är en ringmaskart som beskrevs av Lee 1959. Maoridrilus alpinus ingår i släktet Maoridrilus och familjen Acanthodrilidae. Inga underarter finns listade i Catalogue of Life.